# Movimiento para la Liberación del Pueblo Centroafricano
Movimiento para la Liberación del Pueblo Centroafricano (MPLC; en francés: Mouvement pour la Libération du Peuple Centrafricain) es un partido político existente en la República Centroafricana.
Fue organizado por el general Ange-Félix Patassé en 1980, oponiéndose en las elecciones del año siguiente al Presidente David Dacko. En dichos comicios, la colectividad logró un 38,77%.
Llegó al poder en las elecciones de 1993, logrando en balotaje un 53,49% de los votos con su fundador como abanderado presidencial. Gobernó el país hasta los comicios de 2005.

## Resultados electorales
Resultados electorales en elecciones presidenciales y legislativas desde la formación del MLPC.

### Parlamentarias
| Año elección (total a elegir) | Cargos electos | Votos   | Porcentaje de votos |
| 1993 (85)                     | 34             | 494 227 | 40,00               |
| 1998 (109)                    | 47             | 605 384 | 43,12               |
| 2005 (105)                    | 11             | 136 416 | 10,47               |
| 2011 (105)                    | 1              | 16 432  | 0,9%                |

### Presidenciales
| Año elección (total a elegir) | Cargos electos | Votos   | Porcentaje de votos |
| 1981 (1)                      | 0              | 283 739 | 38,77               |
| 1993 (1)                      | 1              | 363 297 | 53,49               |
| 1999 (1)                      | 1              | 518 006 | 51,63               |
| 2005 (1)                      | 0              | 334 716 | 35,40               |
| 2011 (1)                      | 0              | 75 939  | 6,80                |